# Robert Selfelt
Johan Robert Selfelt (22 maggio 1903 – Karlsborg, 24 agosto 1987) è stato un cavaliere svedese.

## Palmarès

### Olimpiadi
- Argento a Londra 1948 nel concorso completo a squadre.
- Bronzo a Londra 1948 nel concorso completo individuale.